# La Carolina
La Carolina és un municipi al quadrant nord-oest de la província de Jaén, pertanyent a l'orografia de Sierra Morena. A més del nucli de la Carolina al terme municipal també hi ha la pedania de Las Navas de Tolosa. Per la seva privilegiada situació, i per les seves bones comunicacions, és la porta natural d'entrada a Andalusia a través del pas de Despeñaperros. El seu terme és travessat per l'Autovia d'Andalusia (N-IV). D'aquesta parteix també la nova carretera que uneix La Carolina amb Guadix.

## Monuments més importants
Parròquia de la Immaculada Concepció
Palau de l'intendent Olavide
Parròquia de San Carlos Borromeo
Parròquia de San Juan de la Cruz
Ermita San Juan de la Cruz
Castell de Las Navas de Tolosa
Llogarets de la Fernandina i Isabela
Poblats miners dels Guindos i el Centenillo
Torres de la duana
Monument a la batalla de Las Navas de Tolosa
Museu Arqueològic
Monument a San Juan de la Cruz

## Festes
Maig (14/05)
Fira i festes de la fundació (2/07)
Festes de Sant Joan de la Creu (26/11)

## Gastronomia
Aquests són alguns dels plats més populars d'aquest municipi:
- Plats de caça
- Perdiu escabetxada
- Carn de muntanya
- Paté casolà de perdiu

## Fills il·lustres
- Custodia Romero, (1905-1974), ballarina de flamenc, coneguda com La Venus de bronce